# Уфимский мясоконсервный комбинат
АО «Уфимский мясоконсервный комбинат» (УМКК) — мясоперерабатывающая компания Республики Башкортостан, крупнейшее мясоперерабатывающее производство Башкортостана. Входит в состав Группы «ПРОДО». 

## История
В 1940 году по решению Экономического совета при Совнаркоме СССР началось строительство комбината. В качестве образца для проекта использовали Ярославский мясокомбинат. Строительство было закончено в 1949 году, и в новых корпусах временно начали работу холодильный, колбасный и компрессорный цеха, а также участки по выпуску мороженого, пирожков и пельменей.
В 1950-е годы на территории комбината были построены и введены в строй пятиэтажный корпус для колбасного производства и мясожировой цех, размещённый в блоке вспомогательных помещений.
В 1960 году мясожировой цех переехал в новый пятиэтажный корпус. В том же году был завершён и введён в эксплуатацию семиэтажный цех для предубойного содержания скота.
В 1974 году начал работу цех, выпускающий мясные полуфабрикаты, рассчитанный на мощность почти 40 тонн продукции за смену.
В 1987 году на предприятии открылся цех по первичной переработке скота с производительностью до 150 тонн за смену.
В 1993 году комбинат был преобразован в акционерное общество. 
С участием французской компании KLOCKNER HA в 1994 году заработал новый колбасный модуль, а уже через год запустили современный консервный цех модульного типа, оснащённый итальянским оборудованием.
В 1995 году комбинат открыл первый фирменный магазин. 
В 1999 году комбинат стал лауреатом конкурса «100 лучших товаров России» в номинации «Продовольственные товары» за продукцию из конины «Биль-дамма сырокопченая».

## Продукция
Под брендом УМКК выпускаются:
- варёные колбасы «Докторская», «Молочная», «Любительская», «Диабетическая»;
- сосиски «Молочные» и «Русские»;
- замороженные полуфабрикаты и консервы;
- эксклюзивная серия деликатесов из конины.

## Финансовые показатели
В 2024 году выручка УМКК составила 2,42 млн ₽, а чистая прибыль — 8200 ₽.

## Награды
В 2024 году продукция УМКК завоевала золотую медаль на Международной специализированной выставке «Наш бренд», проводившейся с 28 по 30 ноября в Уфе. 